# تسليكاي
تسليكاي ( (بالكردية: Avkevir)، (بالأرمنية: Դաշլիչայ Ստորին، ت.ح. 'Lower Taşlıçay') تاشليشاي السفلى) هي بلدة ومقاطعة تابعة لمقاطعة أغري في منطقة الأناضول الشرقية في تركيا. وهي تقع في وادي نهر مراد على الطريق من مدينة آغري إلى دوجوبيزيد والحدود بين تركيا وإيران. تبلغ مساحتها 798 كم 2 وترتفع إلى 1660 م. يبلغ عدد السكان، اعتبارًا من عام 2012، 22،589 نسمة، يعيش 6284 منهم في مدينة تسليكاي والباقي في المناطق الريفية المحيطة. رئيس البلدية هو إسماعيل تاشدمير (حزب العدالة والتنمية).
تسليكاي محاطة بالجبال العالية (2000 متر)، بما في ذلك ؛ إلى الشمال بيريلي، باليك غولو (3،159 م) و فيزيتيبي (1800 م) من سلسلة جبال جنوب أراس؛ وإلى الجنوب Aladağlar، بما في ذلك Muratbaşı ( Koçbaşı ) (3510 م) و Kandil (2،750 م).

## تاريخ
تشير تل الدفن (höyük) إلى الجنوب من تسليكاي والعديد من الآثار الأخرى في المنطقة إلى وجود بشري طويل ومتنوع في المنطقة. هناك معبد أراراتو ودير الأرمن على تلة فوق قرية Taşteker.